# Филиппович, Владимир Иванович
Владимир Иванович Филиппович (1796—1862) — генерал-лейтенант русской императорской армии, Новгородский военный и гражданский губернатор

## Биография
Родился в 1796 году.
Будучи студентом Московского университета 20 декабря 1812 года записался, шестнадцати лет от роду, прапорщиком в 3-й пехотный полк Нижегородского ополчения, в составе которого и принимал участие в завершающих сражениях Отечественной войны 1812 года и в Заграничных походах 1813 и 1814 годов.
В 1814 году он, по экзамену, был зачислен, а в 1816 году и переведён в 9-ю артиллерийскую бригаду. В 1817 году переведён в свиту Его Величества по квартирмейстерской части; в 1822 году получил орден Св. Анны 3-й степени.
В 1824 году был командирован в Главную квартиру 1-й армии, а в 1829 году, в чине подполковника, перечислен в Генеральный штаб и назначен старшим адъютантом Главного штаба 1-й армии.
В 1831 году он был определён обер-квартирмейстером 4-го пехотного корпуса и принял участие в войне против польских мятежников.
В 1840 году, в чине полковника, перешёл на службу сначала в Корпус топографов, а затем в Корпус флотских штурманов, где 19 апреля 1842 года был произведён в генерал-майоры; 4 декабря 1843 года за беспорочную выслугу 25 лет в офицерских чинах ему был пожалован орден Св. Георгия 4-й степени (№ 6929 по списку Григоровича — Степанова); в 1846 году получил орден Св. Владимира 3-й степени, а в 1850 году — орден Св. Станислава 1-й степени.
Был назначен 23 августа 1852 года помощником начальника округов пахотных солдат Новгородской, Витебской и Могилевской губерний. 
Произведён в генерал-лейтенанты 27 мая 1857 года, с назначением военным и гражданским губернатором Новгородской губернии; занимал эту должность до своей смерти 20 апреля (2 мая) 1862 года; в 1859 году ему был пожалован орден Св. Анны 1-й степени.